# Melindwr
Melindwr est un village et une communauté du Ceredigion, au pays de Galles.

## Géographie
Melindwr est situé dans le nord du Ceredigion, à l'est de la ville d'Aberystwyth. La communauté est traversée d'est en ouest par la route A44 (en) et la Rheidol. Elle comprend les villages et hameaux de Capel Bangor (en), Goginan (en), Pisgah (en), Cwmbrwyno (en), Pant-y-crug (en), Maes-bangor (en), Dollwen (en), Dol-y-pandy (en), Blaen-geuffordd (en) et Pen-llwyn (en).

## Démographie
Au recensement de 2011, la communauté de Melindwr comptait 1 070 habitants.